# ارمایل
ارمایل، در شاهنامه نام گران مایه‌ای پارساست که صفت پاکدین دارد. او به همراهی گرمایل (کَرمایل) پیش بین، برای رهانیدن نیمی از جوانانی که قربانی ماران ضحاک می‌شدند، به خوالیگری (آشپزی) شاه تازی درآمدند و با استفاده از مغز گوسفندان هر شب یکی از دو جوان را نجات داده و چون شمارشان به دویست می‌رسید، آنان را همراه چند میش و بره راهی صحرا می‌نمودند.همچنین یک نفر در سرپلذهاب با این نام وجود دارد 

## ارمایل در شاهنامه
به گزارش شاهنامه، کردان، از نسل همان جوانانی هستند که با یاری ارمایل و گرمایل از ضحاک گریختند. فردوسی در بیتی از شاهنامه، از ارمایل و گرمایل چنین یاد می‌کند:
| چنان بد که هر شب دو مرد جوان |  | چه کهتر چه از تخمهٔ پهلوان |
| خورشگر ببردی به ایوان شاه    |  | همی ساختی راه درمان شاه   |
| بکُشتی و مغزش بپرداختی        |  | مر آن اژدها را خورش ساختی |
| دو پاکیزه از گوهر پادشاه     |  | دو مرد گرانمایه و پارسا   |
| یکی نام ارمایل پاکدین        |  | دگر نام، گرمایل پیش بین   |

هر پگاه هنگامی که نگهبانان دو جوان ایرانی به سلاخ می‌سپردند تا سلاخی شده مغز آنان خورشت اژدها گردد، ارمایل و گرمایل در خفا یکی را کشته و به‌جای دومی گوسفند جایگزین می‌کردند. بدین ترتیب به نجات نسل ایرانی برآمده و ایثار می‌نمودند، چون اگر از اسرار و مأموریت ضحاک آگاهی می‌یافت جانشان در خطر می‌افتاد. شاهنامه قربانیان هر روز را از نژاد کـُرد برمی‌شمارد و بدین منوال یکی از شناخته شده‌ترین قوم ایران کـُردها هستند.
| چو گرد آمدی از ایشان دویست     |  | بر آنسان که نشناختندی که کیست |
| خورشگر بدیشان بزی چند و میش    |  | سپردی و صحرا نادند پیش        |
| کنون کـُرد از آن تخمه دارد نژاد |  | که ز آباد ناید به دل برش یاد  |